# Tina Gustafsson
Tina Gustafsson, född 30 september 1962, är en svensk simmare.
Hon blev olympisk silvermedaljör i Moskva 1980, då hon simmade stafetten på 100 m frisim tillsammans med Carina Ljungdahl, Agneta Eriksson och Agneta Mårtensson.
I försöken simmade Helena Peterson, Birgitta Jönsson, Carina och Tina laget till final (3.52.22). I finalen simmades startsträckan av Carina Ljungdahl (57.61), andra sträckan av Tina Gustafsson (56.77), tredje sträckan av Agneta Mårtensson (57.89) och fjärde sträckan av Agneta Eriksson (56.88). De svenska flickorna sänkte försökstiden med smått fantastiska tre sekunder vilket innebar en olympisk silvermedalj och ett svenskt lagrekord som skulle stå sig under drygt tio år - 3.48.93.

## Klubb
- Norrköpings KK[1]